# 細田哲也
細田 哲也（ほそだ てつや）は、日本の放送作家。栃木県足利市出身。→現在の担当番組（活動歴）はこちら

## 人物
ニッポン放送系の深夜番組『ナインティナインのオールナイトニッポン』（木曜25:00-27:00）にて、「顔面凶器」というペンネームでハガキ職人として活動。パーソナリティのナインティナインに見いだされ、放送作家になる。2002年4月に業界入り。

## 主な担当番組
- サラリーマンNEO（脚本）
- 完売劇場（構成）
- くりぃむナントカ（構成）
- ナインティナインのオールナイトニッポン（構成）
- オリエンタルラジオのオールナイトニッポンR（構成）
- ナイナイライブ（構成・脚本）
- The Nutty Radio Show おに魂（構成）
- →現在の担当番組（活動歴）はこちら